# 石偉
石伟（208年—290年），字公操，南郡（今湖北省荆州市）人。孙吴大臣。
石伟少年好学不怠。举茂才、贤良方正，他都没有就任。孙休即位，特征召石伟，官至光祿勳。永安四年（261年）八月，孙休派遣光禄大夫周奕、石伟巡行地方风俗，考察官吏的廉洁，百姓疾苦，可以黜陟官员。孙皓即位，朝政昏乱，石伟以年老辞官，就拜光禄大夫。西晋灭吴，建威将军王戎亲自拜见石伟。太康二年（281年），晋武帝下诏，以石伟为议郎，加二千石秩，石伟假装癫狂目盲，不受晋朝的官爵。太熙元年（290年）八十三岁时去世。